# Adam Balten
Adam Peter Balten (ur. 9 listopada 1983 w Sosnowcu) – niemiecki polityk, członek partii Alternatywa dla Niemiec (AfD). Od 2025 roku poseł do Bundestagu z ramienia AfD.

## Życiorys
Urodził się 9 listopada 1983 roku w Sosnowcu. W 2005 ukończył szkołę średnią (uzyskał niemieckie Abitur), a następnie odbył roczną służbę wojskową. Podjął studia na kierunku mechatronika, które ukończył w 2012, uzyskując tytuł inżyniera. W latach 2012–2022 pracował jako inżynier mechatronik. Od 2022 zatrudniony jest jako tzw. „Senior Product Supporter” w średniej wielkości przedsiębiorstwie.
W młodości, do 2015 roku, należał do organizacji młodzieżowej Unii Chrześcijańsko-Demokratycznej (CDU) – Junge Union. W 2021 wstąpił do partii Alternatywa dla Niemiec. Działa w strukturach AfD w kraju związkowym Nadrenia Północna-Westfalia – jest m.in. członkiem landowej komisji programowej AfD ds. oświaty i edukacji (Landesfachausschuss 9 für Schule und Bildung).
W wyborach do Bundestagu w 2025 roku Balten kandydował z ramienia AfD w okręgu Wesel I (nr 112) jako kandydat bezpośredni. Uzyskał 17,4% głosów pierwszego wyboru, zajmując drugie miejsce za kandydatem CDU, Saschą van Beekiem. Mandat poselski uzyskał jednak poprzez 23. miejsce na liście krajowej AfD w Nadrenii Północnej-Westfalii, z której został wybrany do Bundestagu w lutym 2025.

## Poglądy
Balten za swoje priorytety polityczne uznaje kwestie edukacji i gospodarki. W kontekście polityki imigracyjnej w wywiadzie dla dziennika Neue Ruhr Zeitung w lutym 2025 stwierdził: „Niekontrolowana masowa migracja to zagrożenie! Kontrolowana imigracja jest impulsem rozwojowym!”. Na portalu Abgeordnetenwatch.de zadeklarował poparcie dla prawa Izraela do istnienia i samoobrony oraz opowiedział się za neutralną rolą mediacyjną Niemiec w konflikcie izraelsko-palestyńskim (wojna w Strefie Gazy).

## Życie prywatne
Jest żonaty i ma dwoje dzieci. Mieszka w Hamminkeln w Nadrenii Północnej-Westfalii.